# Безконтактний датчик
Безконтактний датчик або сенсорний вимикач, також сенсор наближення (англ. proximity sensor) ― позиційний вимикач, що спрацьовує без механічного зіткнення з рухомою частиною (машини). Позиційний вимикач — автоматичний вимикач ланцюгів управляння, механізм управління якого вмикається при досягненні рухомою частиною машини заданого положення.
Відсутність механічного контакту між  об'єктом впливу і чутливим елементом забезпечує ряд специфічних властивостей пристрою.

## Застосування
Ємнісні безконтактні датники популярні як клавіатура на побутових приладах (наприклад, варильних поверхнях). Їх переваги — однаковість дизайну, простота і дешевизна реалізації, легкість герметизації.
Пірометричні безконтактні датники руху широко використовуються в системах охорони будівель.
Ультразвукові датники найчастіше можна зустріти в системах допомоги при паркуванні (паркувальних радарах) автомобілів і в системах охорони території.

### Промислова автоматизація
У промисловій автоматиці безконтактні датники широко застосовуються:
- я кінцеві датники у верстатобудуванні (в основному індуктивні датчики);
- для реєстрації (підрахунок, позиціювання, упорядкування) речей на конвеєрах (застосовуються індуктивні та оптичні датчики).

### Інші сфери застосування
- Паркувальні радари
- Протиповітряна оборона
- Американські гірки
- Конвеєрні лінії
- Лінії для виготовлення напоїв та консервів
- Побутова техніка
- Мобільні телефони
  - Вимикання сенсорного екрана, що знаходиться в безпосередній близькості від обличчя[3]
  - Зменшення потужності радіостанції в безпосередній близькості від тіла, щоб зменшити радіаційне опромінення[4]
- Автоматичні змішувачі

## Принцип дії

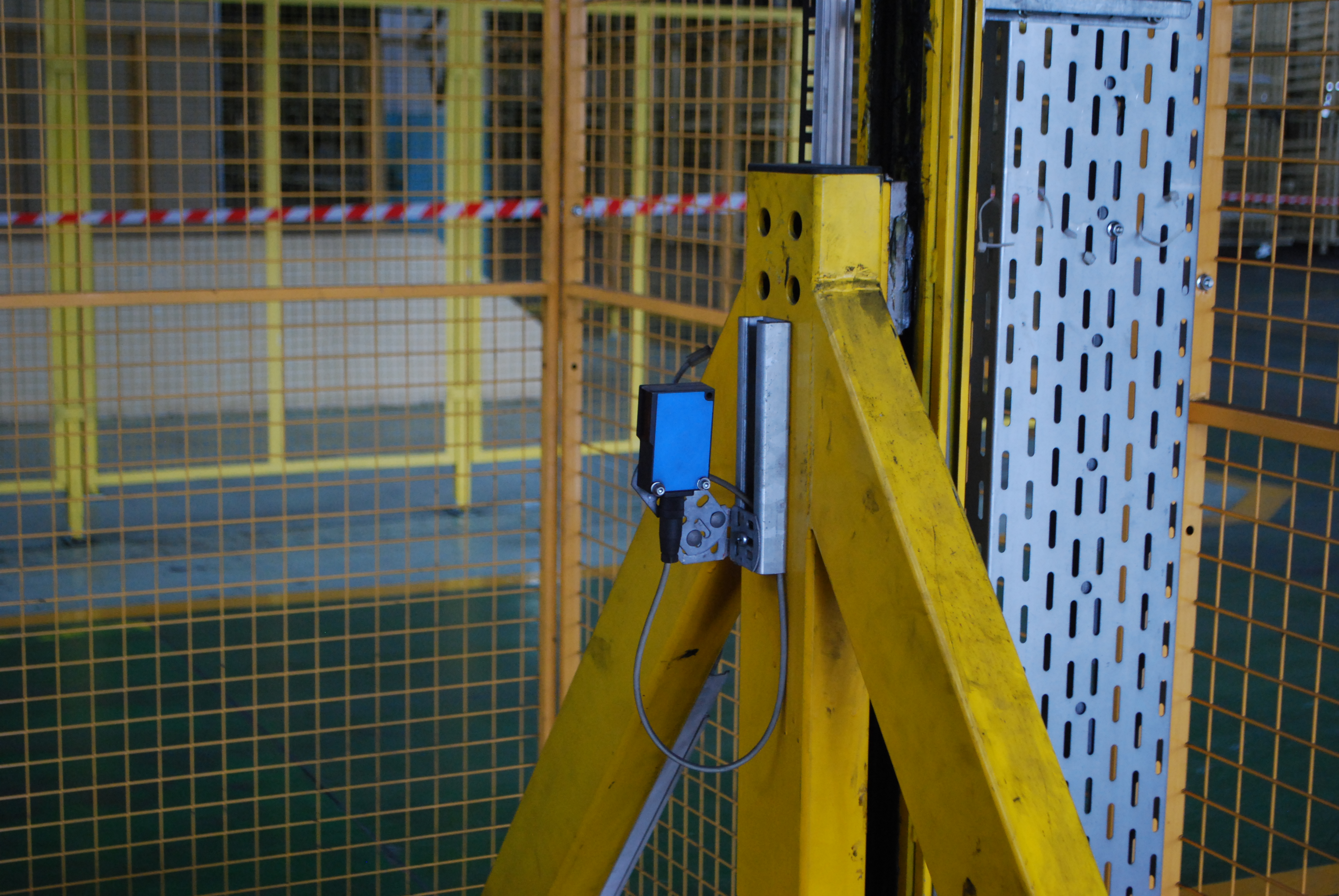
Оптичний датчик

- Ємнісні вимикачі безконтактні. Вимірюють місткість електричного конденсатора, в повітряний діелектрик якого потрапляє реєстрований об'єкт. Використовуються як безконтактні («сенсорні») клавіатури і як датники рівня рідини.
- Індуктивні вимикачі безконтактні. Вимірюють параметри котушки індуктивності, в поле якої потрапляє реєстрований металевий об'єкт. Дальність реєстрації типового промислового датника — від частин до одиниць сантиметрів. Характеризуються простотою, дешевизною і високою сталістю параметрів. Широко застосовуються  як кінцеві датники верстатів.
- Оптичні вимикачі безконтактні. Працюють на принципі перекриття променя світла непрозорим об'єктом. Дальність типових промислових датників — від частин до одиниць метрів. Широко застосовуються на конвеєрних смугах як датник наявності об'єкта, використовуються також для контролю просторових характеристик речі (висота, довжина, ширина, глибина, діаметр) і подачі сигналу на керований механізм при досягненні зазначеного порога. Специфічний різновид — лазерні далекоміри.
- Ультразвукові датчики. Працюють на принципі ехолокації ультразвуком. Відносно дешеве рішення дозволяє вимірювати відстань до об'єкта. Широко застосовуються в паркуванні автомобілів.
- Мікрохвильові датчики. Працюють на принципі локації НВЧ випромінюванням «на просвіт» або «на відображення». Отримали обмежене поширення в системах охорони як датники присутності або руху.
- Магніточутливі вимикачі безконтактні. Проста пара магніт-геркон або датник Холла. Дешеві та прості у виготовленні. Широко застосовуються в системах контролю доступу та охорони будівель як датники відкривання дверей і вікон.
- Пірометричні датчики. Реєструють зміни фонового інфрачервоного випромінювання. Набули широкого поширення в системах охорони будівель як датники руху.

## Інфрачервоний датчик руху людини

### Застосування
- Автоматичне управляння освітленням
- Різні автоматизовані системи управляння (АСУ)

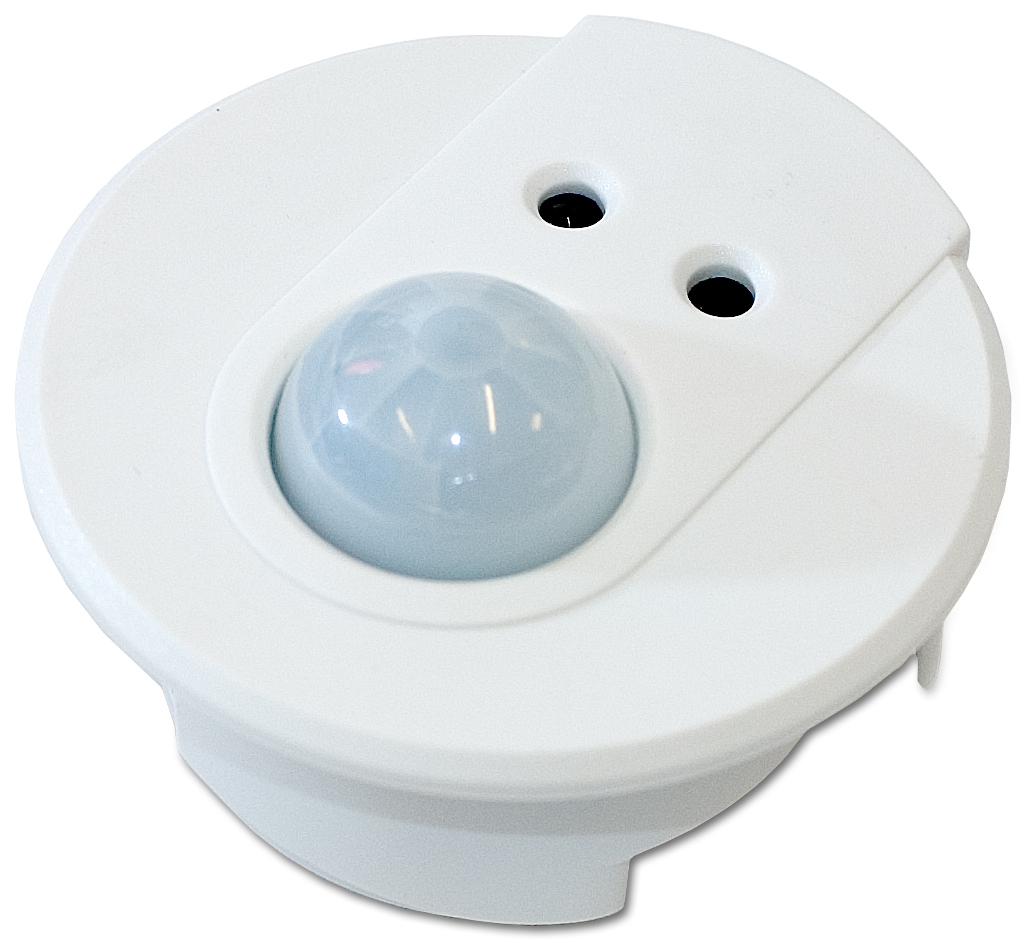
Мультисенсор 3 в одному: Інфрачервоний датник руху та освітленості та ІЧ-приймач

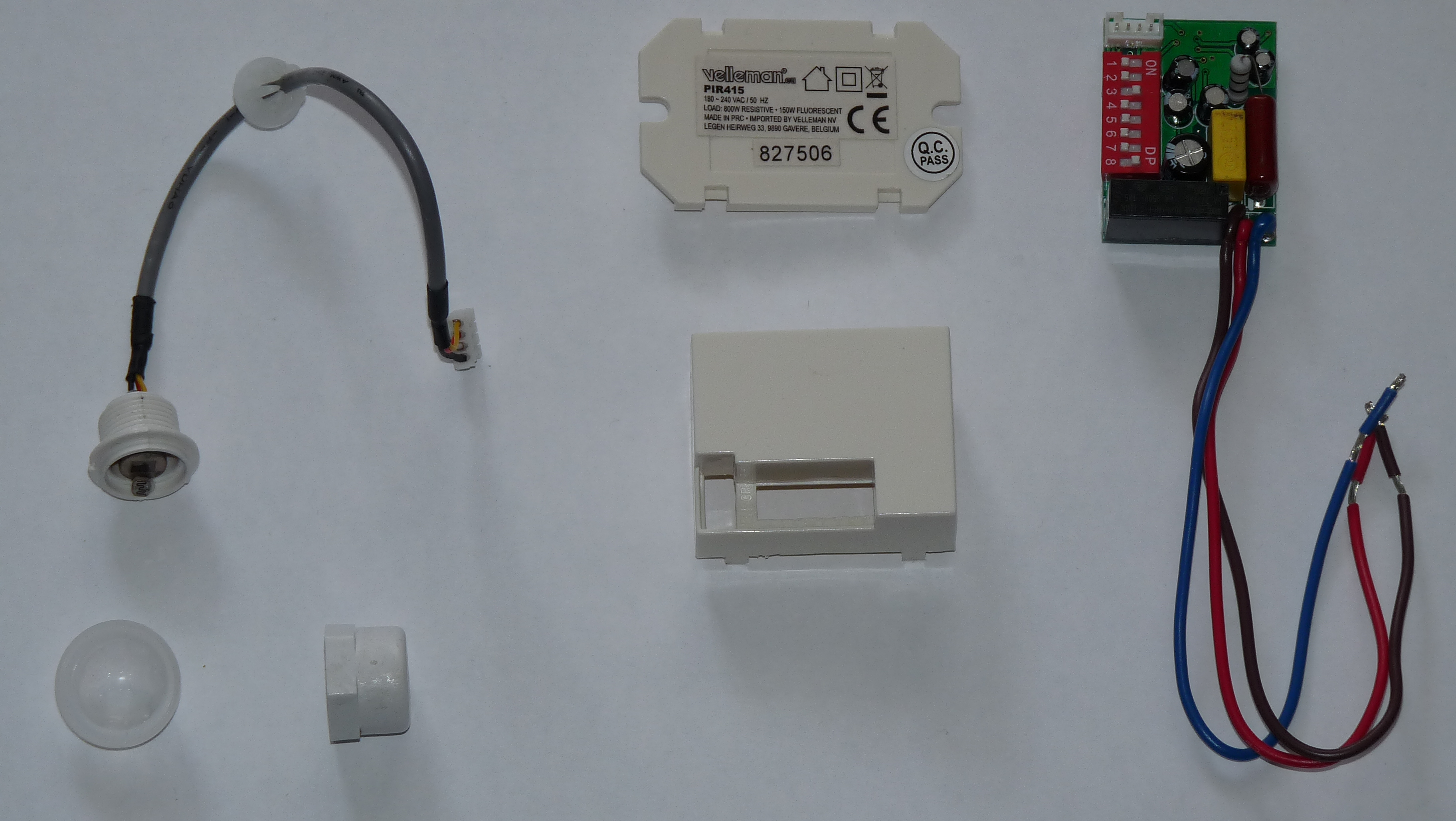
Розібраний датник руху

### Принцип роботи датчика
Принцип роботи заснований на відстеженні рівня ІЧ-випромінювання в поле зору датника (як правило, піроелектричного). Сигнал на виході датника монотонно залежить від рівня ІЧ-випромінювання, усередненого по полю зору датника. При появі людини (або іншого масивного об'єкта з температурою більшою, ніж температура фону) на виході піроелектричного датника підвищується напруга. Для того, щоб визначити, чи рухається об'єкт, в датнику використовується оптична система — лінза Френеля. Іноді замість лінзи Френеля використовується система увігнутих сегментних дзеркал. Відділи оптичної системи (лінзи або дзеркала) фокусують ІЧ-випромінювання на піроелемент, що видає при цьому електроімпульс. У міру переміщення джерела інфрачервоного випромінювання, воно вловлюється і фокусується різними сегментами оптичної системи, що формує кілька послідовних імпульсів. Залежно від установки чутливості датника, для видачі підсумкового сигналу на піроелемент датника має надійти 2 або 3 імпульси.